# 조유정 (배우)
조유정(1999년 9월 17일 ~ )은 대한민국의 배우이다.

## 학력
- 역삼중학교 (졸업)
- 숙명여자고등학교 (졸업)
- 동국대학교 연극학부 (재학)

## 출연 작품

### 드라마
| 연도 | 방송     | 제목                        | 역할   | 비고 |
| ---- | -------- | --------------------------- | ------ | ---- |
| 2018 | SBS      | 서른이지만 열일곱입니다     | 이리안 |      |
| 2019 | KBS2     | 너의 노래를 들려줘          | 이제니 |      |
| 2019 | 넷플릭스 | 좋아하면 울리는             | 몬순   |      |
| 2019 | KBS2     | 사랑은 뷰티풀 인생은 원더풀 | 김연아 |      |
| 2020 | tvN      | 청춘기록                    | 원해나 |      |
| 2021 | TVING    | 어른연습생                  | 유라   |      |
| 2022 | 왓챠     | 오늘은 좀 매울지도 몰라     | 신여진 |      |